# 딘댕

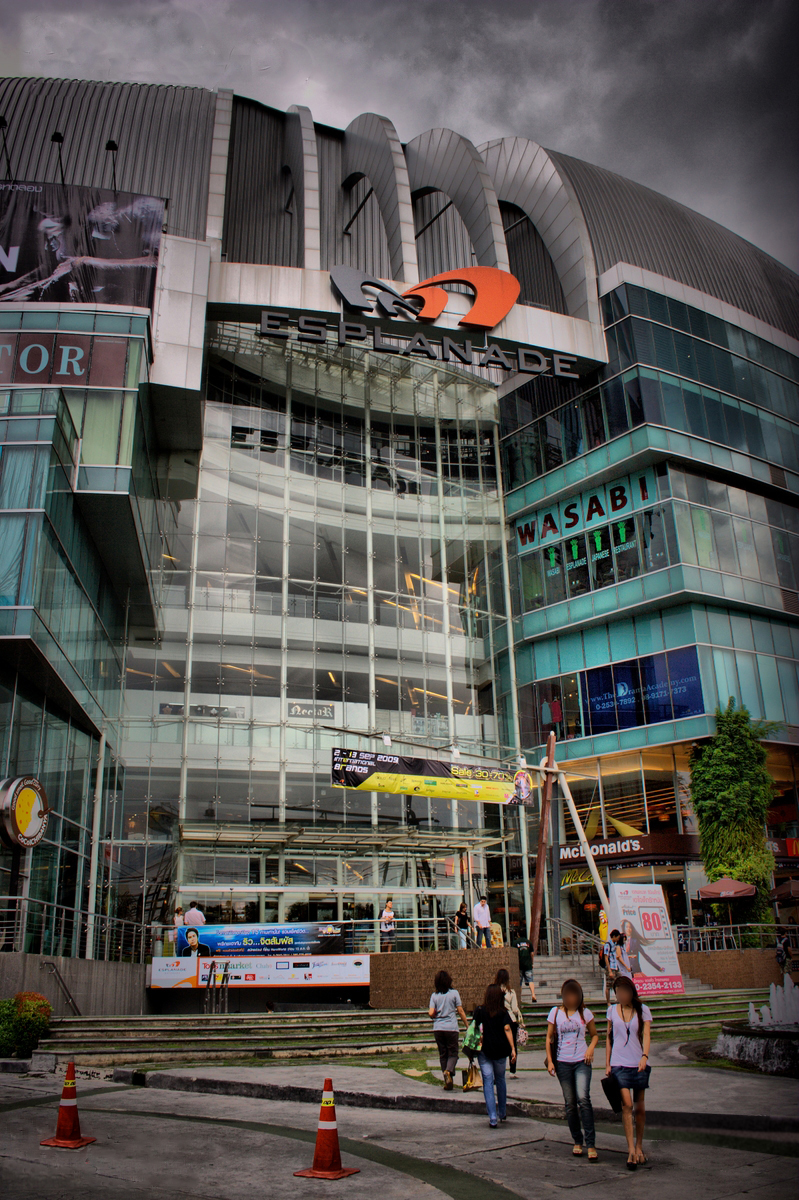

딘댕(ดินแดง)은 방콕의 행정 구역이다. 이 지역의 총 인구 수는 2017년 기준으로 122,563명이다. 인구 밀도는 14,590.83km2이다.

## 역사
이 지역은 1993년에 파야타이 동부가 분리되어 새로운 지역을 형성하면서 만들어졌다. 이 지역은 국립주택청(National Housing Authority)이 건설한 아파트가 밀집되어 있기 때문에 인구 밀도가 높다. 딘댕 및 프라차 송크로(Pracha Songkhro) 도로를 따라 위치해 있다.
이 지명은 말 그대로 붉은 흙을 의미하며, 1940년대 야전 사령관 쁠랙 피분송크람 정부 기간에 건설된 것과 같은 이름의 비포장도로에서 유래되었으며, 붉은색으로 보인다. 현지인들은 곧 딘댕(Din Daeng)이라는 용어를 사용하여 이 지역을 불렀다. 오늘날에는 딘댕 로드(Din Daeng Road)로 더 잘 알려져 있다.

## 행정 구역
| 1. | Din Daeng      | ดินแดง    |
| 2. | Ratchadaphisek | รัชดาภิเษก |